# Niantaga
Niantaga is een gemeente (commune) in de regio Sikasso in Mali. De gemeente telt 6200 inwoners (2009).
De gemeente bestaat uit de volgende plaatsen:
- Koloni (hoofdplaats)
- N'Gassasso
- Sebe-Zanso
- Sougoumosso